# Aur
Aurul este un element chimic cu simbolul Au (din latină aurum) și numărul atomic 79. Sub formă pură, el este un metal strălucitor, de culoare galben-aurie, dens, moale, flexibil și ductil. Din punct de vedere chimic, aurul este un metal de tranziție și unul dintre cele mai puțin reactive elemente.
Se utilizează aliat cu cuprul sau argintul, pentru fabricarea de podoabe, obiecte de artă, monede etc. Datorită proprietăților sale, este considerat (alături de argint, platină și paladiu) singura formă reală de bani. Codul valutar (ISO 4217) pentru aur e XAU 959.

## Generalități
Aurul este elementul cunoscut din cele mai vechi timpuri. Fiind răspândit în stare nativă în natură, el se putea obține ușor în cantități mici. Se crede că aurul a fost descoperit înaintea cuprului. Cules sub forma unor bucăți strălucitoare din nisipurile râurilor și din depunerile aluvionare, aurul a fost dintotdeauna un metal de ornament, apreciat pentru luciul său galben, dar mai ales pentru stabilitatea sa față de agenții corozivi. Ușor de prelucrat, prin ciocănire, el poate lua forma diverselor obiecte de podoabă sau de cult cunoscute în antichitate. Aurul pur (care este întotdeauna galben) este prea moale pentru folosirea sa ca bijuterie. Metalele care se folosesc în amestec cu aurul, pentru a-l întări, pot modifica culoarea acestuia, rezultând astfel un aur de diferite nuanțe de galben, alb și roșu. Acest amestec determină numărul de carate al aurului. Este unul dintre cele mai dense metale.
De peste 5.000 de ani, aurul este un important element pentru civilizația umană, facilitând tranzacțiile ce au dus la specializarea indivizilor, o mai mare eficiență prin specializare conducând la produse/servicii mai bune și creativitate prin satisfacerea unor cerințe/nevoi noi cerute de piață (piața fiind totalitatea indivizilor într-un sistem bazat pe schimb).
În 1872, Edward Sonstadt a afirmat că în apa de mare există aur solubilizat, concentrația fiind extrem de mică.

## Geneza
Aurul a luat naștere înaintea formării sistemului nostru solar, în urma unor gigantice explozii stelare, geneza sa necesitând temperaturi de peste 1 miliard de grade Celsius. Aceste enorme temperaturi se ating numai la explozia supernovelor sau la fuzionarea a două stele neutronice.

## Mineralogie
Minereurile de aur pur, în afară de aurul nativ, sunt foarte rare. Aurul se găsește majoritar în doar câteva minerale rare și într-o proporție mai mică în alte câteva. Uneori acesta e întâlnit și sub forma de aliaj cu alte metale, în special argint.
Puținele minerale care acceptă în formula lor existența aurului fac parte dintr-o subclasă a sulfurilor și sunt numite telururi. Foarte rar se găsesc telururi care să nu conțină aur. Aceasta se explică prin faptul că telurul este singurul element de care aurul se atașează foarte ușor.
Printre telurile cele mai bogate în aur, și așa puține, se numără : nagyagit, calaverit, silvanit și krennerit. De regulă acestea se prezintă sub formă de minereuri de aur. Uneori se găsesc și în asociație cu aurul nativ.
Tot în grupa sulfurilor există și o sumă de minerale numite ‘Aurul Prostului‘, (cel mai cunoscut fiind pirita), care și-au căpătat această denumire de la asemănarea cu aurului în culoare și strălucire. Ce diferențiază totuși aurul de aceste minerale este tocmai ductibilitatea acestuia, maleabilitatea și densitatea.
Minerale asociate: cuarț, nagyagit (săcărâmbit), calaverit, silvanit, krennerit, pirita și alte sulfuri.
Indicatori de calitate: culoare, densitate, duritate, maleabilitate, ductibilitate.

## Diverse
- 195.000 tone aur a fost extrase până acum (2019), 2/3 fiind extrase în ultimii 70 de ani. Acest aur ar putea fi cuprins într-un cub cu latura de 21,7 m.

- Rezerve subterane (dovedite) ce pot fi exploate economic: 54.000 tone (ar încăpea într-un cub cu latura de 12 m).

- 50% din aur a fost folosit până acum la fabricarea bijuteriilor, 20% este păstrat în proprietăți private, 17% în rezerve bancare și 13% a fost folosit în industrie.

- O bijuterie de 24 carate conține 99,9% aur, de 22 carate 91,6%, de 18 carate 75%, de 14 carate 58,5% și de 9 carate 37,5% aur.

- De pe teritoriul actual al României s-au extras, până în anul 2012, 2.200 tone aur, din care 700 tone în Antichitate (500 tone în perioada romană), 500 tone în Evul Mediu, 700 tone în Epoca Modernă (până în 1945) și peste 200 tone în perioada contemporană.

- La ora actuală (2020), în România exista circa 760 de milioane de tone de minereuri auro-argentifere, din care 150 milioane tone pot fi exploatate și valorificate în mod economic (valoarea aurului extras este mai mare decât costurile de extracție), la o medie de 2 grame aur per tonă de minereu rezultă o cantitate de 300 tone aur.

- In prezent este sistată extragerea aurului din Romȃnia. In ultimii ani de producție s-au extras 6 tone aur pe an. Bugetul statului dispune de 103 tone aur, din care 60 tone au fost readuse în țară din Anglia. Tezaurul de la Moscova cuprinde 93 tone aur depus de Romȃnia în 1916, încă nerestituit. 

### Curiozitate
Bacteria „Delftia acidovorans“ are capacitatea neobișnuită de a extrage nanoparticule de aur dizolvate în soluții naturale și a le depune într-un agregat, care devine din ce în ce mai mare. Este o măsură de autoapărare a ei, particulele de aur fiind nocive pentru ea.

## Prelucrarea în trecut a minereurilor aurifere în România
Omul preistoric a folosit foițele și firicelele de aur la confecționarea unor rudimentare podoabe (brățări, idoli etc) pe care le modela cu o unealtă de lovire.
Minereul bogat în aur, așa cum provenea din filoane era mărunțit în pive (râșnițe, mojare), realizate la început din piatră, apoi din fier. Tulbureala produsă din măciniș era trecută la șaitroc pentru selecționarea firișoarelor de aur (aurul, mai greu, rămânea la fund).
Prelucrarea în șteampuri primitive era cunoscută din timpuri vechi. O roată de moară obișnuită mișca câteva baterii de lemn, alcătuite fiecare din câte trei pisăloage. Minereul fărâmițat manual („părăclit”) cu ciocanul era așezat în blocuri de fag întărite cu cremene, puse în dreptul fiecărui pisălog, prevăzut la capătul de jos cu saboți de cremene sau de fier. Șuvoiul de apă, ce era îndeobște abătut dintr-un pârâu apropiat, mișca roata, iar fusul acesteia, cu ajutorul unor zimți, ridica și lăsa în voie pisăloagele să cadă în blocul de fag cu minereu. Măcinatul și spălatul minereului erau ajutate de o șuviță de apă, care trecea necontenit prin piua de lemn. Cam jumătate din aur rămânea în pive, iar restul era purtat de firul de apă, sub forma unei tulbureli, printr-o sită și apoi depusă într-un mic bazin numit „melegar”. Ceea ce nu trecea prin sită se numea „țaglă”, ce se lua și se spăla pe un „vălău”. „Hapul”  rămânea pe „vălău”, iar resturile („roamele”) într-un alt bazin, aflat la capătul „vălăului”. „Hapul” se strângea apoi și se alegea din el, în șaitroc, aurul liber. Tulbureala scursă în „melegar” se prelucra prin spălare, fie pe „vălău”, fie pe un plan înclinat acoperit cu o țesătură din lână scămoșată care avea menirea de a prinde fluturașii și granulele de aur.
Tulbureala se putea spăla și cu ajutorul „hurcii”, ce era o ladă simplă de lemn, acoperită cu un ciur. Măcinișul, udat fără întrerupere și mișcat prin greblare, lăsa să treacă prin ochii ciurului materialul fin purtător de aur. Aici, scândura de brad sau firele de lână țesută, barau și opreau fluturașii de aur.
Aurul se topea apoi într-un mojar, până se obținea o „galcă” de aur.

## Extracție actuală prin metode tradiționale în România

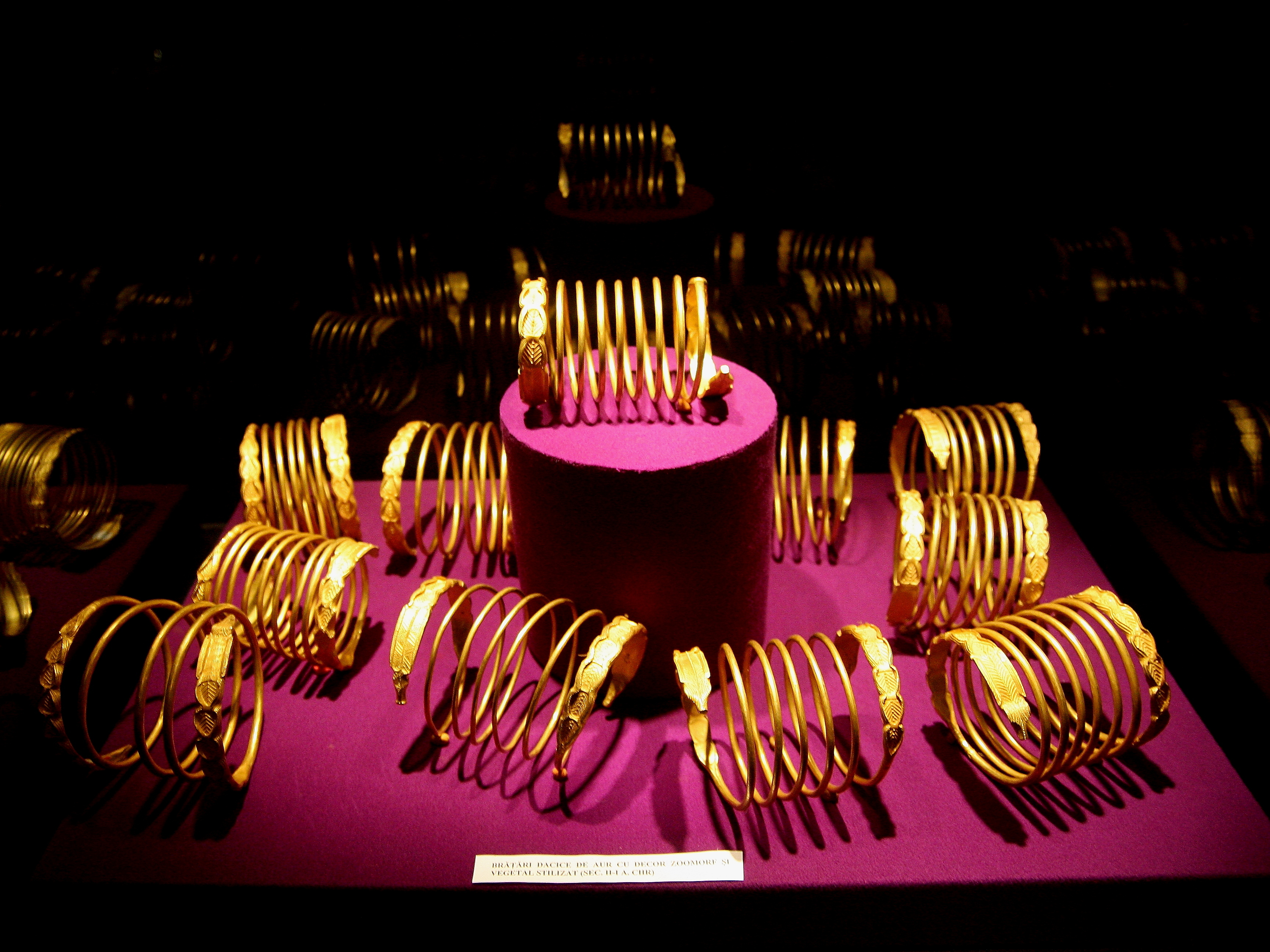
Brățări dacice de aur expuse în Muzeul Național de Istorie a României

Ioan Cătălina (n. 1935) este singurul căutator de aur autorizat din România,, născut în satul Stănija, comuna Buceș, Județul Hunedoara.
Zona din care provine Cătălina este una bogată în resurse aurifere, dovadă stând numeroasele mine din zonă. În anii '50, în aceasta comună în jur de jumătate dintre familii dețineau o astfel de amenajare. La fel și familia sa. Odată cu naționalizarea, exploatarea aurului de către săteni era interzisă, iar extracția aurului continuată de săteni clandestin, în mare secret. În aceea perioadă Securitatea suspecta tot timpul multe familii că ascund cantități ilegale de aur, din cauza relelor tratamente și abuzuri mulți fugind în Muntii Apuseni, de teama altor persecuții.
Pe vremea comunismului, Ioan Cătălina a lucrat mulți ani ca tehnician în uzine de preparare a aurului. În anul 1999 s-a decis să muncească pentru el. După ani întregi de drumuri pe la autorități, în urma cererii și luându-se în considerare experiența sa, în 2005 săteanul a primit autorizația de extracție și prelucrare de minereuri neferoase și rare. A devenit astfel primul căutător de aur cu autorizație din România.
Bătrânul spune că această activitate e mai mult o pasiune moștenită din tată în fiu decât o muncă. El a concesionat toate râurile din împrejurimi pentru a-și putea desfășura activitatea. El extrage minereul aurifer din râuri (aur aluvionar), îmbinând tehnologia veche, din bătrâni, cu tehnologii industriale la scară redusă.
România are un zăcâmânt de aur unic in lume, format din cel puțin 8 zăcăminte de talie mare, evaluat la 54 de miliarde de dolari. România a pierdut dreptul de a ștanța lingouri de aur în 2002. Oficialii români au spus că minele de aur sunt nerentabile și le-au închis în perioada 2004-2006. România ar putea deveni între principalele producătoare de aur din Europa, după Finlanda și Suedia. Săcărâmb era o zonă unde se exploata aur de multă vreme. Exploatarea de aur a încetat în 2006, în pofida faptului că un studiu efectuat în 2008 arata că la Certej există un zăcământ de 63,5 tone de aur și 375 tone de argint. Valoarea aurului era estimată la 1,3-1,9 miliarde de dolari.

### Tehnica obținerii aurului
Minereul aurifer adus de aluviuni sau bucățile de rocă desprinse din maluri sunt spălate, la fața locului, în saitroc. După câteva repetări ale operației de spălare, pe fundul saitrocului, în bucățile de minereu, strălucesc câteva firicele de aur. Faza a doua se petrece la mica fabrică a meșterului. Aici, bucățile de rocă sunt supuse unei măcinari preliminare pe un concentrator, care are drept scop separarea minereului de steril. 
Urmează apoi măcinarea minereului într-o moară cu bile de unde rezultă un concentrat în formă de pulbere. Moara are o capacitate de măcinare de 40 de kilograme de minereu pe oră. În moară, alături de minereu, este adaugată cărămidă, var, sodă calcinată și mercur. Concentratul obținut este amestecat cu apă și lăsat să se matureze timp de o oră.
În final, separarea aurului din concentratul obținut se face prin amalgamare cu mercur într-un amalgamator tip coloană. Randamentul acestuia este de peste 90%, ceea ce înseamnă că, practic, aproape tot aurul existent în concentrator este recuperat. Particulele fine de aur sunt atrase de mercur, după care, prin sifonare, sunt separate de acesta.

## Producția
La nivel global, în anul 1900, producția mondială se ridica la 386 de tone, cantitatea extrasă în anul 2000 ajungând la 2.590 de tone.
În anul 2001 au fost produse 2.600 de tone de aur.
De atunci, cantitatea de aur produsă anual a înregistrat o scădere treptată, în 2009 fiind produse 2.450 de tone.
Producția mondială de aur se află într-o fază terminală în ciuda prețului record și a eforturilor pe care companiile miniere le depun pentru a găsi zăcăminte noi în zone îndepărtate.
Dacă în 1950 se obțineau 12 grame de aur pur dintr-o tonă de minereu, în prezent (2012) concentrația medie la nivel mondial fiind de 1 gram per tonă.
În 2011, rezervele de aur erau estimate la aproximativ 167.000 de tone, iar în 2019 erau 195.000 tone, adică de 60-70 de ori peste nivelul producției anuale la nivel mondial.

## Cererea de aur
Dacă în 1980 Europa și SUA reprezentau încă 70% din cererea globala de aur, în anul 2012, aceasta abia ajunge la 20%.

## Informație utilă
Muzeul Aurului, unicul din Europa se găsește în orașul Brad, județul Hunedoara. Muzeul înfățișează un istoric al mineritului în România, prezentând totodată minerale provenite din zonă, din Maramureș și de la Ocna de Fier, precum și eșantioane de aur nativ găsite în Munții Apuseni.

## Ce determină prețul aurului?
Unul dintre principalii factori determinanți ai aurului, la fel ca în cazul tuturor materiilor prime, este oferta și cererea. Pe măsură ce cererea de aur crește peste ofertă, prețul aurului va crește, la fel cum este adevărat și contrariul.
Prețurile aurului sunt afectate de politica monetară, geopolitică, dezastrele naturale și dolarul american. Riscul geopolitic este un factor cheie al aurului. În perioadele de incertitudine, prețul aurului va avea tendința de a crește. 
Oricine ia în considerare o investiție sau o tranzacție cu aur ar trebui să țină cont de factorii care determină prețul aurului și să fie în permanență la curent cu peisajul politic global.

## Galerie de imagini

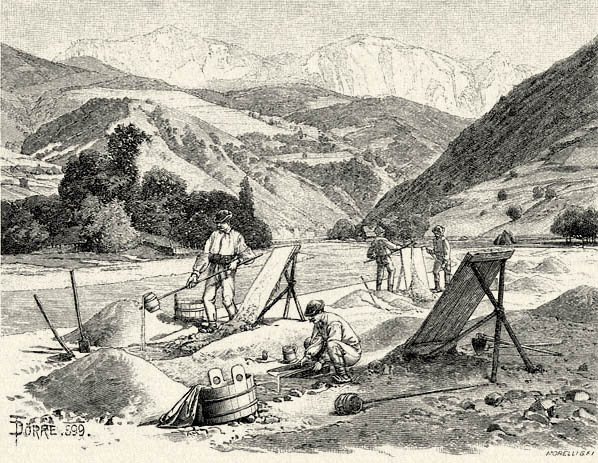
Căutători de aur pe Valea Arieșului (gravură din secolul al XIX-lea)
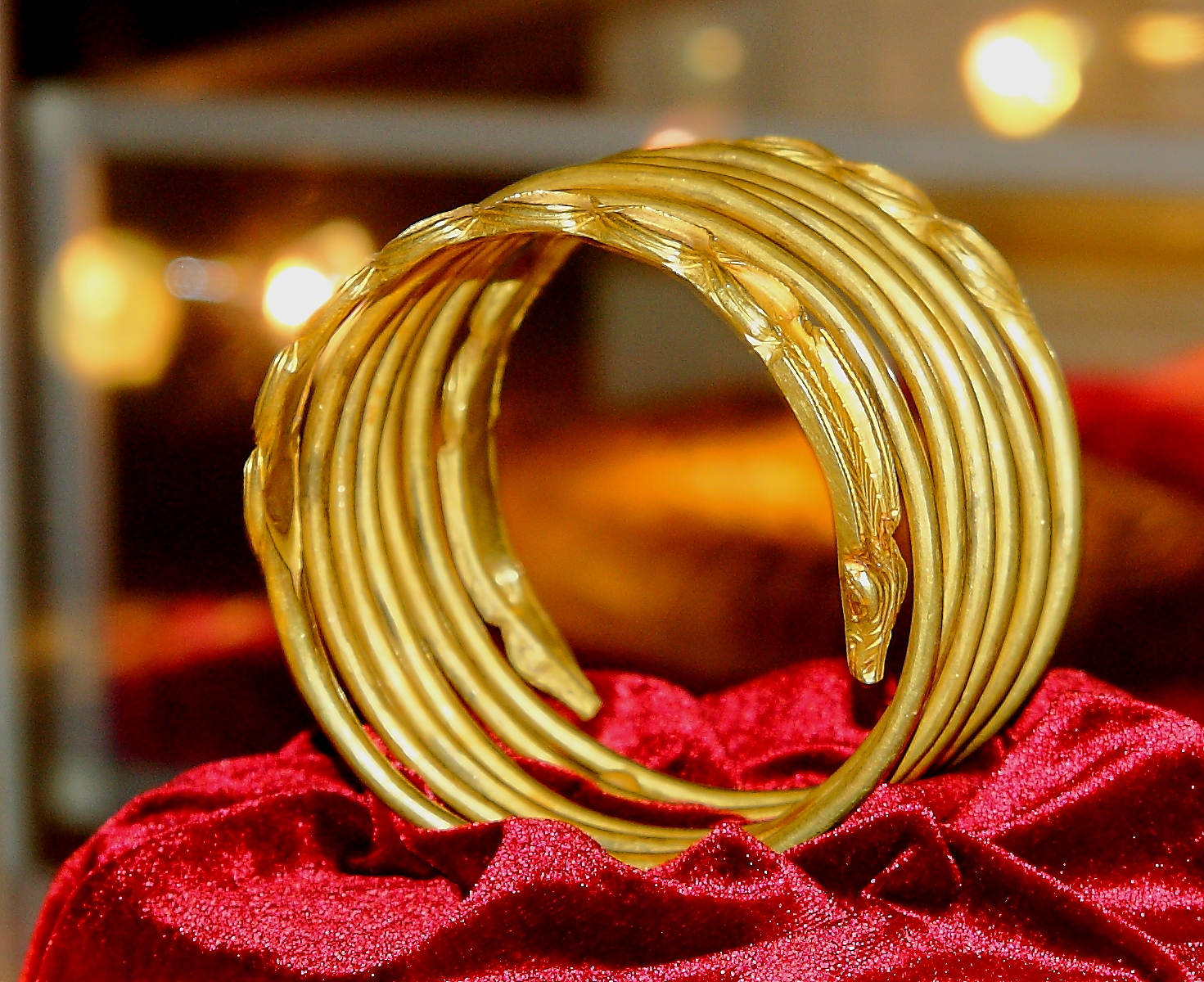
O brățară dacică de aur ce este expusă la Muzeul Național de Istorie a României
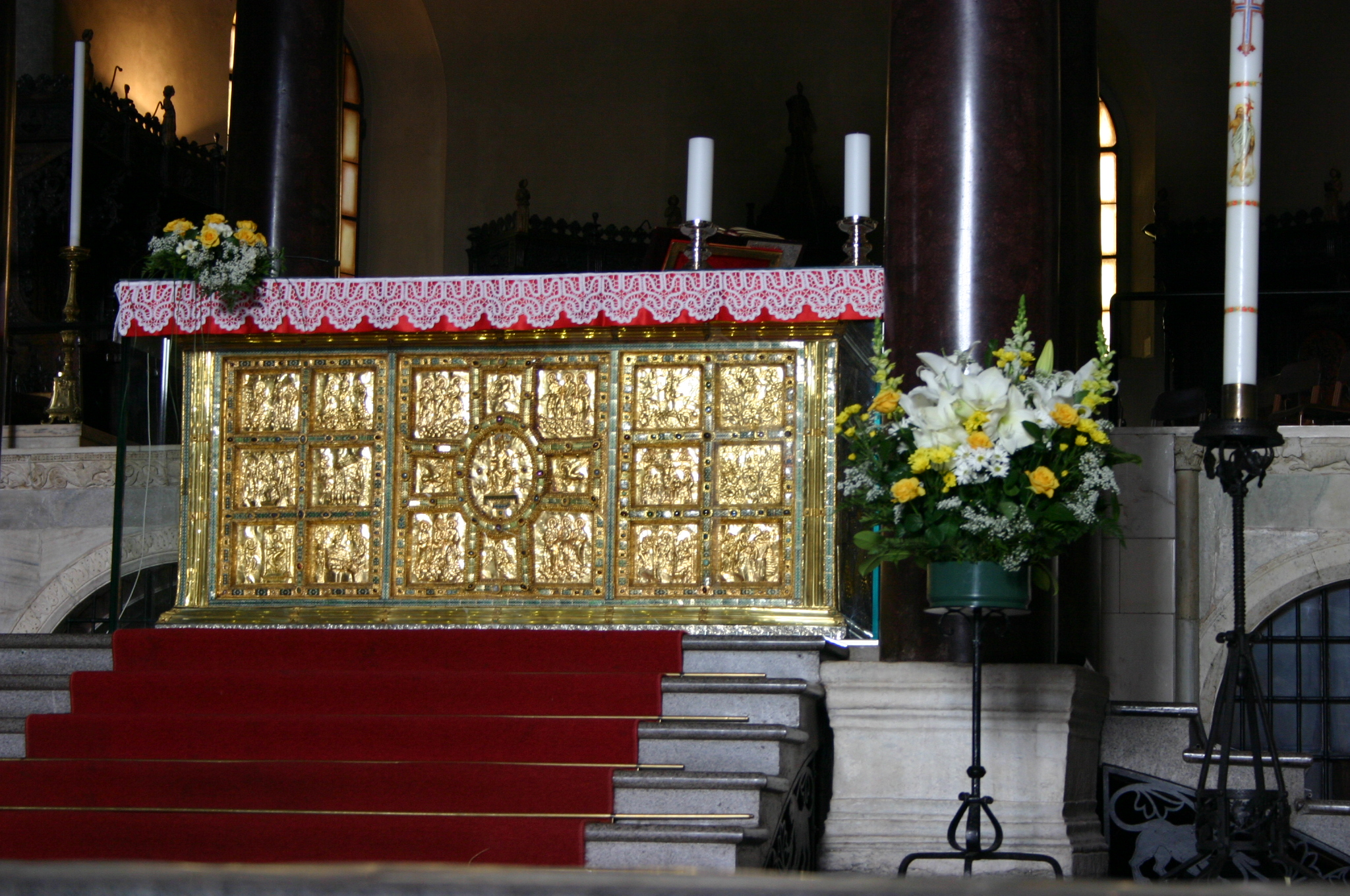
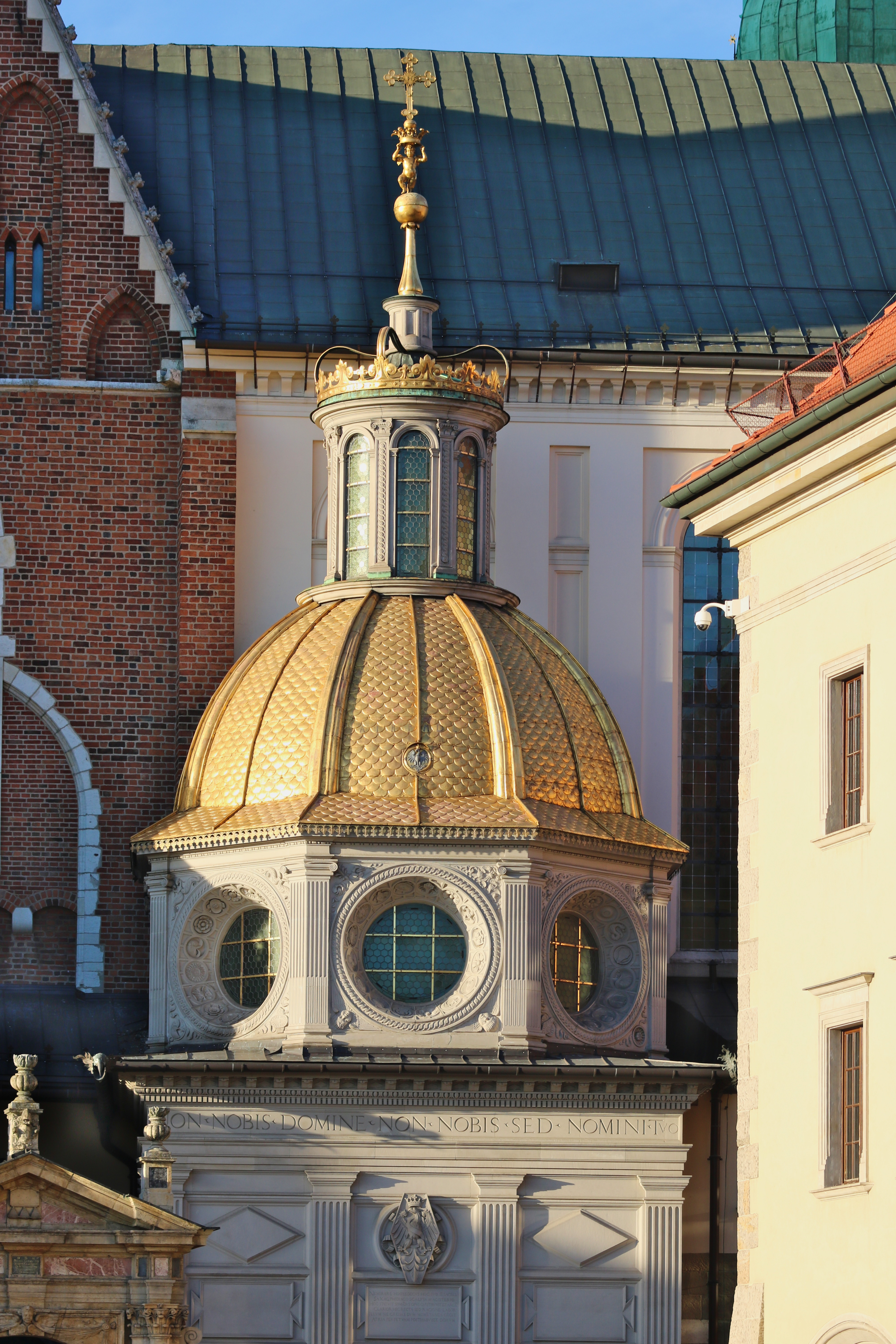
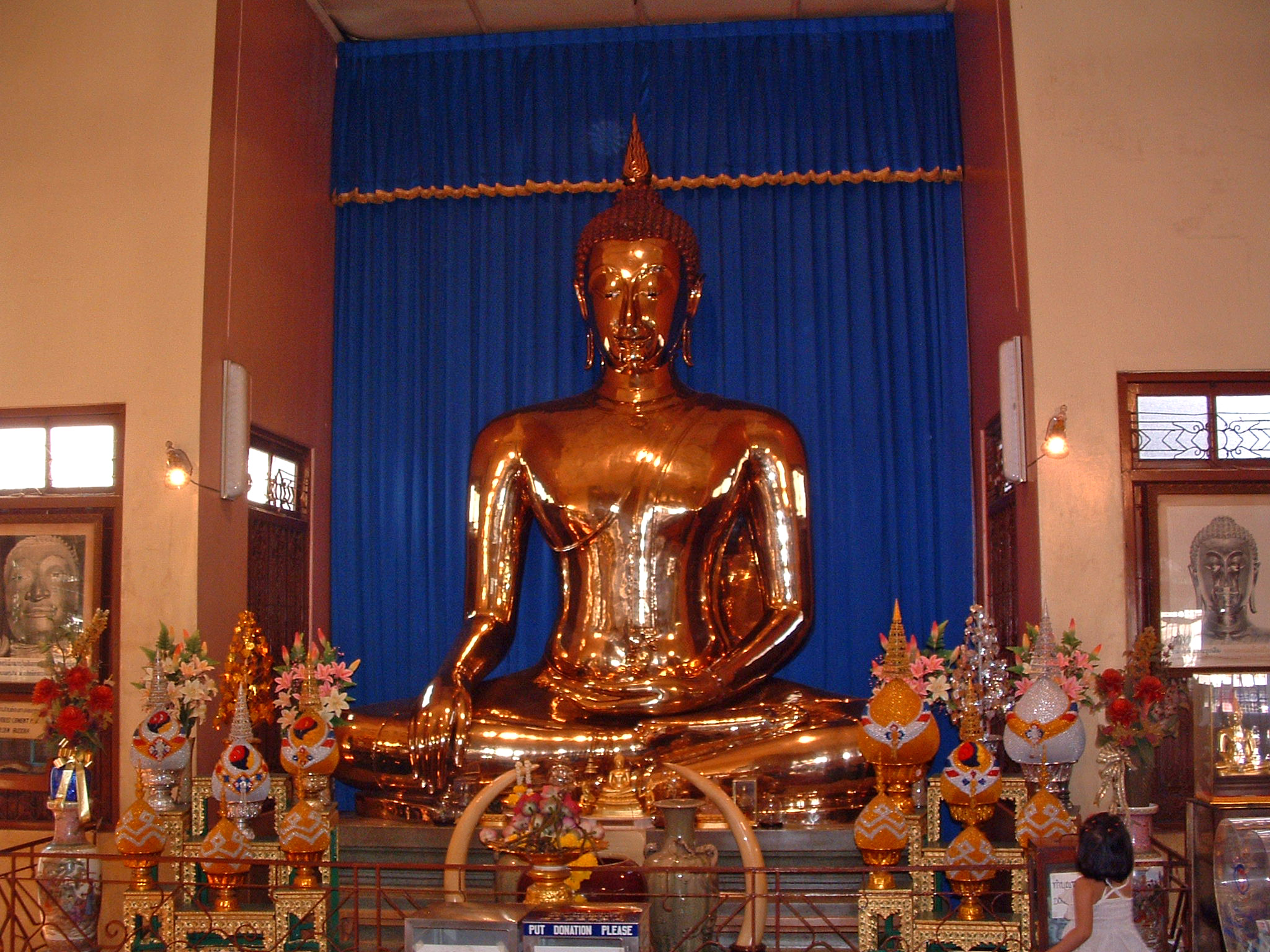
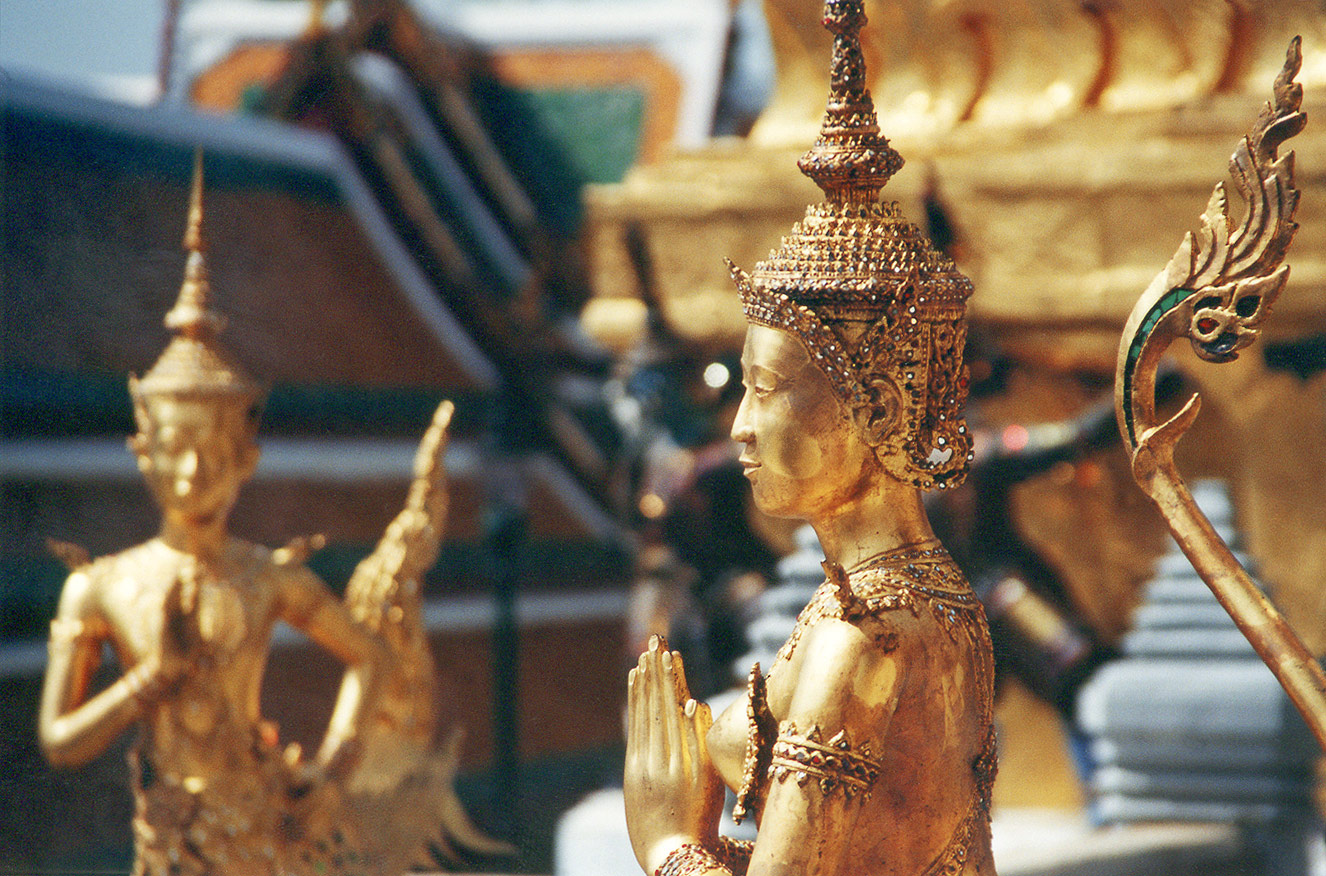
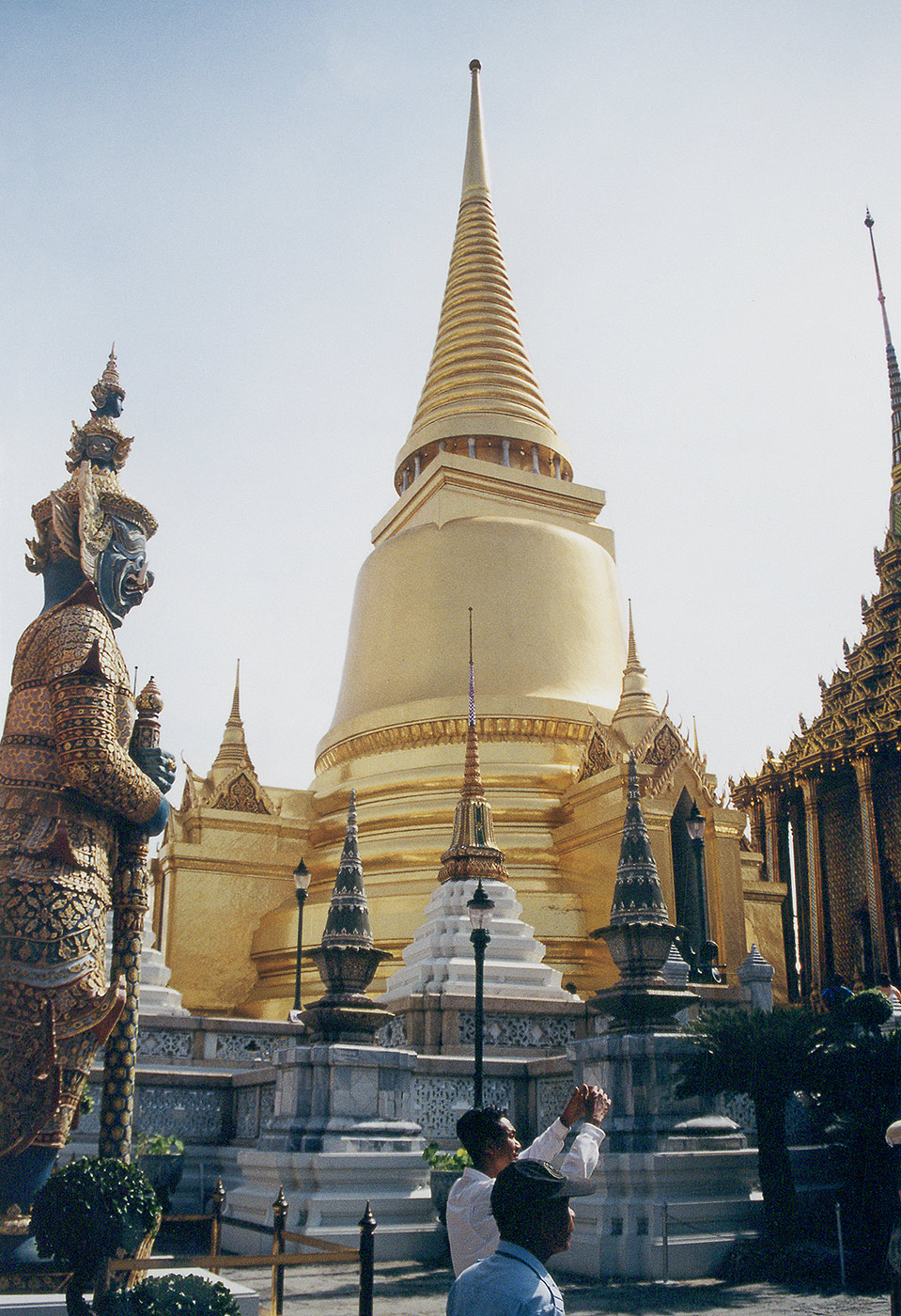
Phra Sri Rattana Chedi, la Wat Phra Kaeo în Bangkok, Thailanda
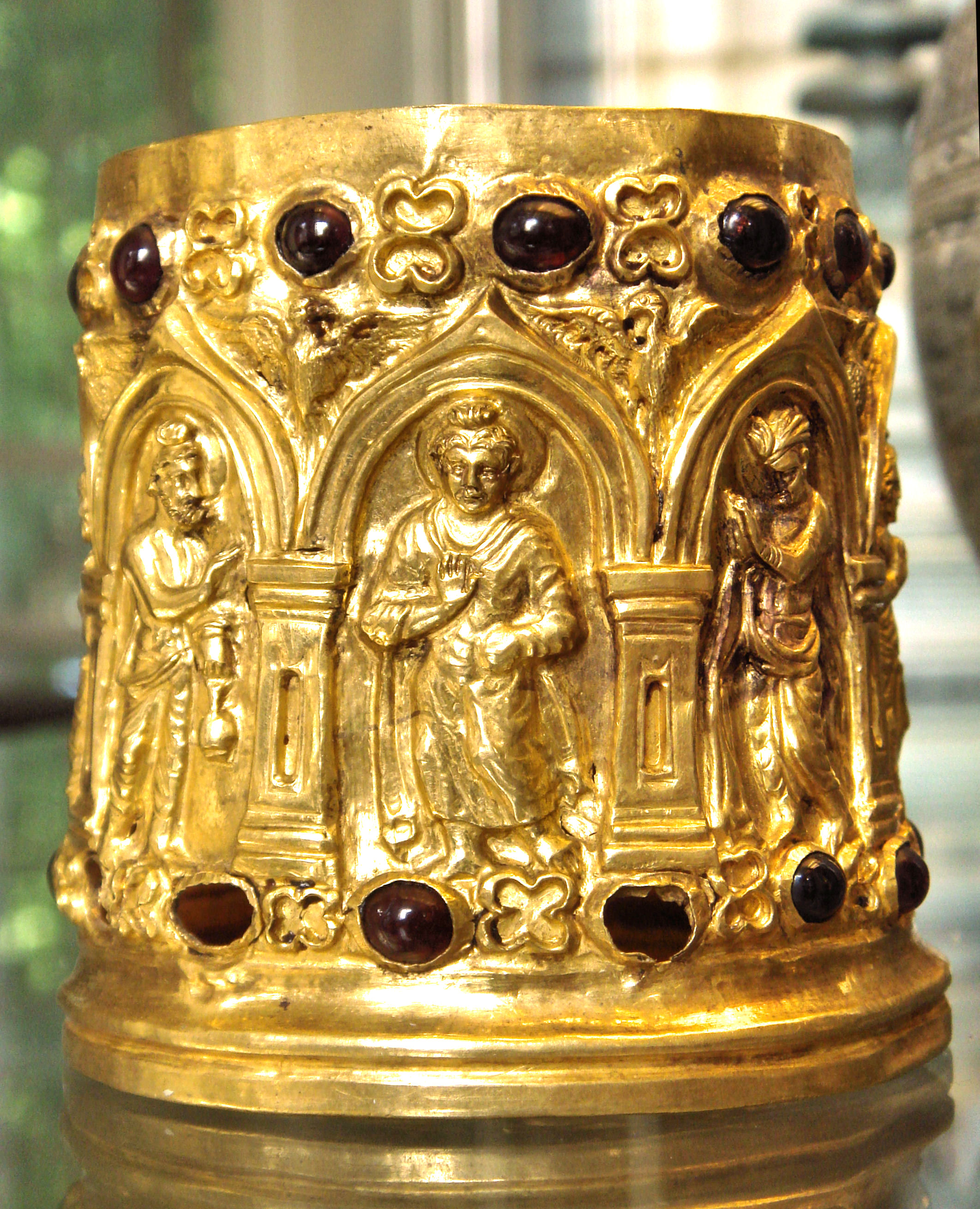
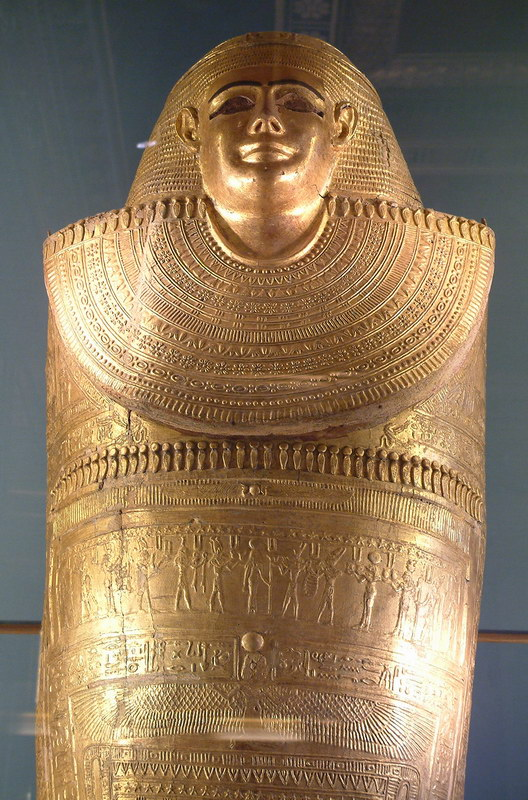
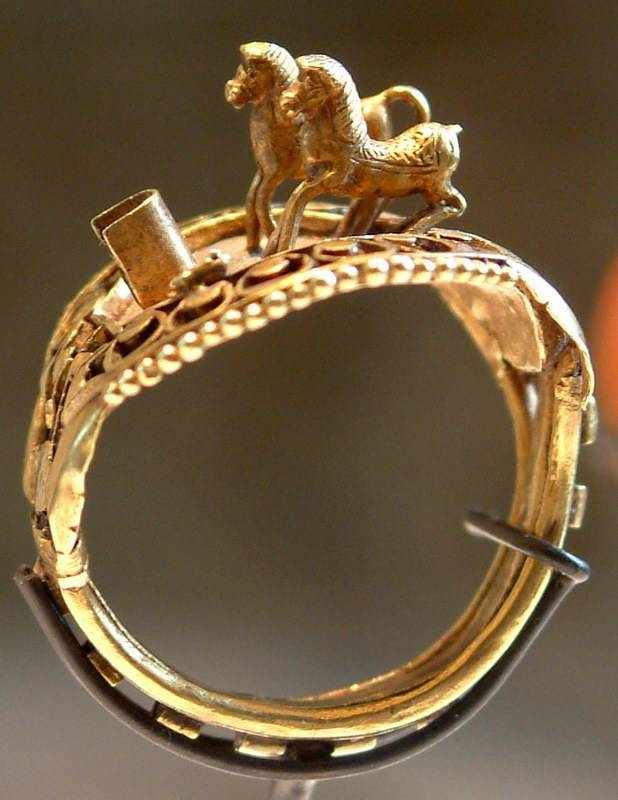
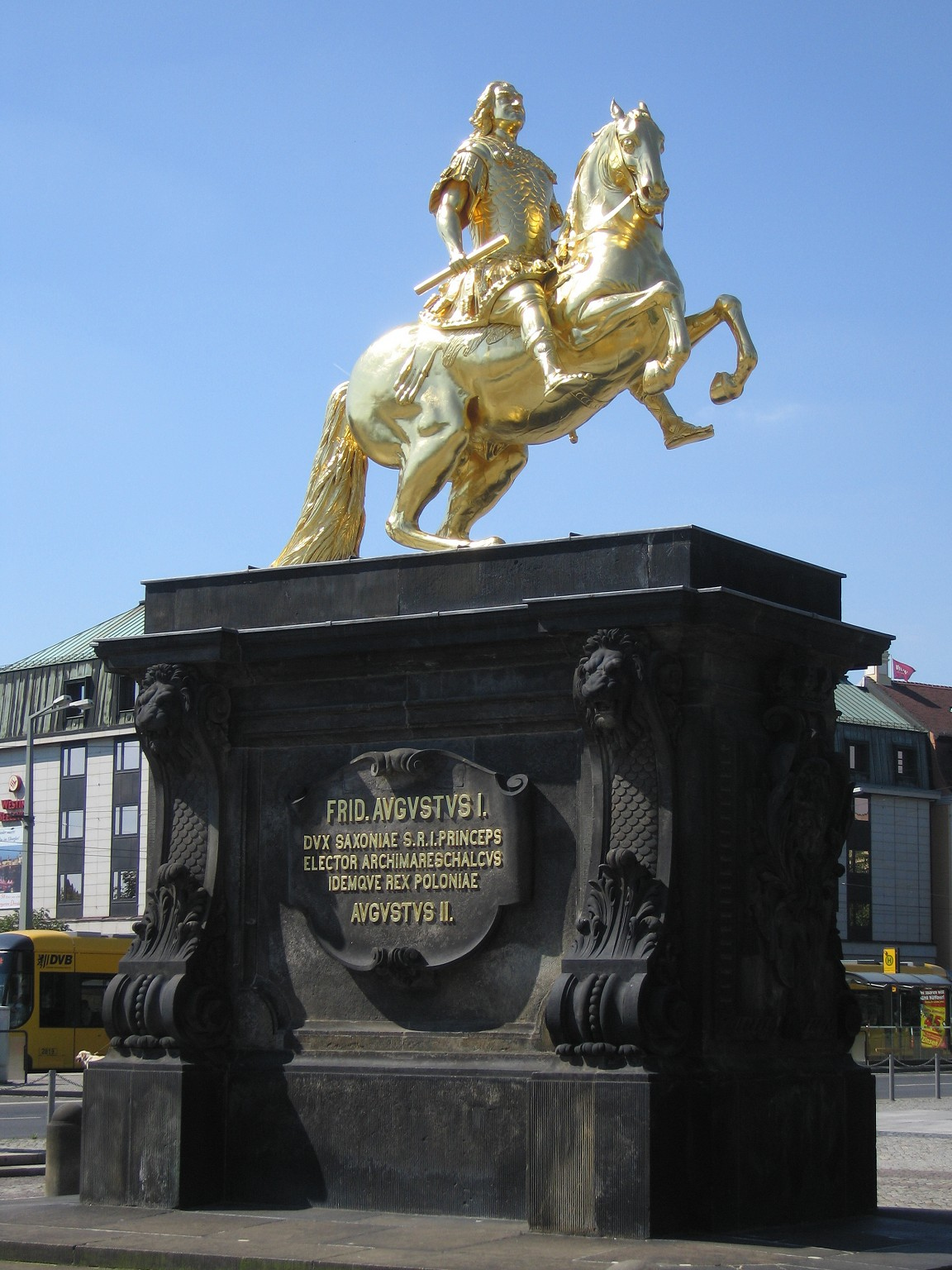
Statuie ecvestră din Dresden, Germania
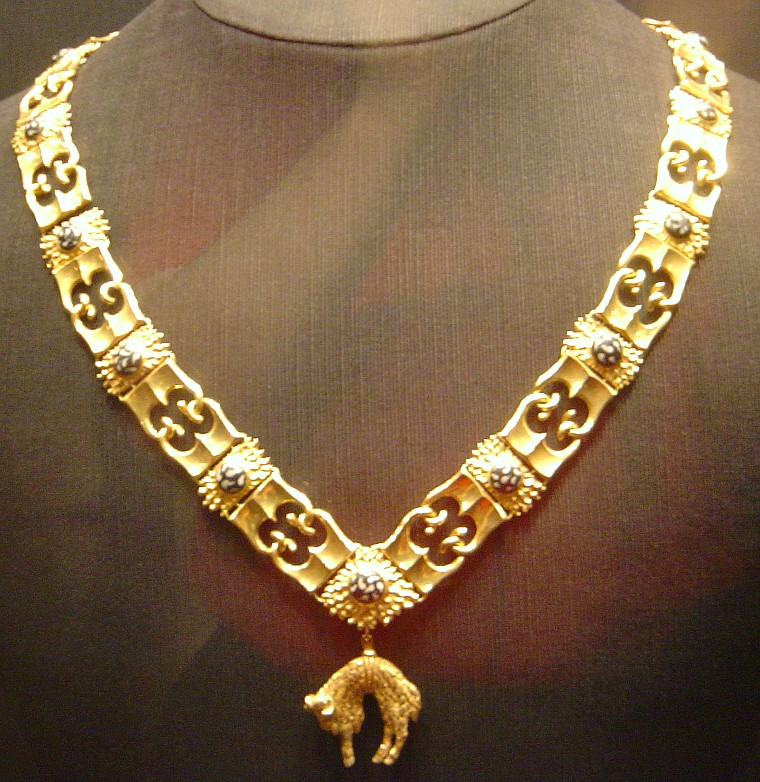
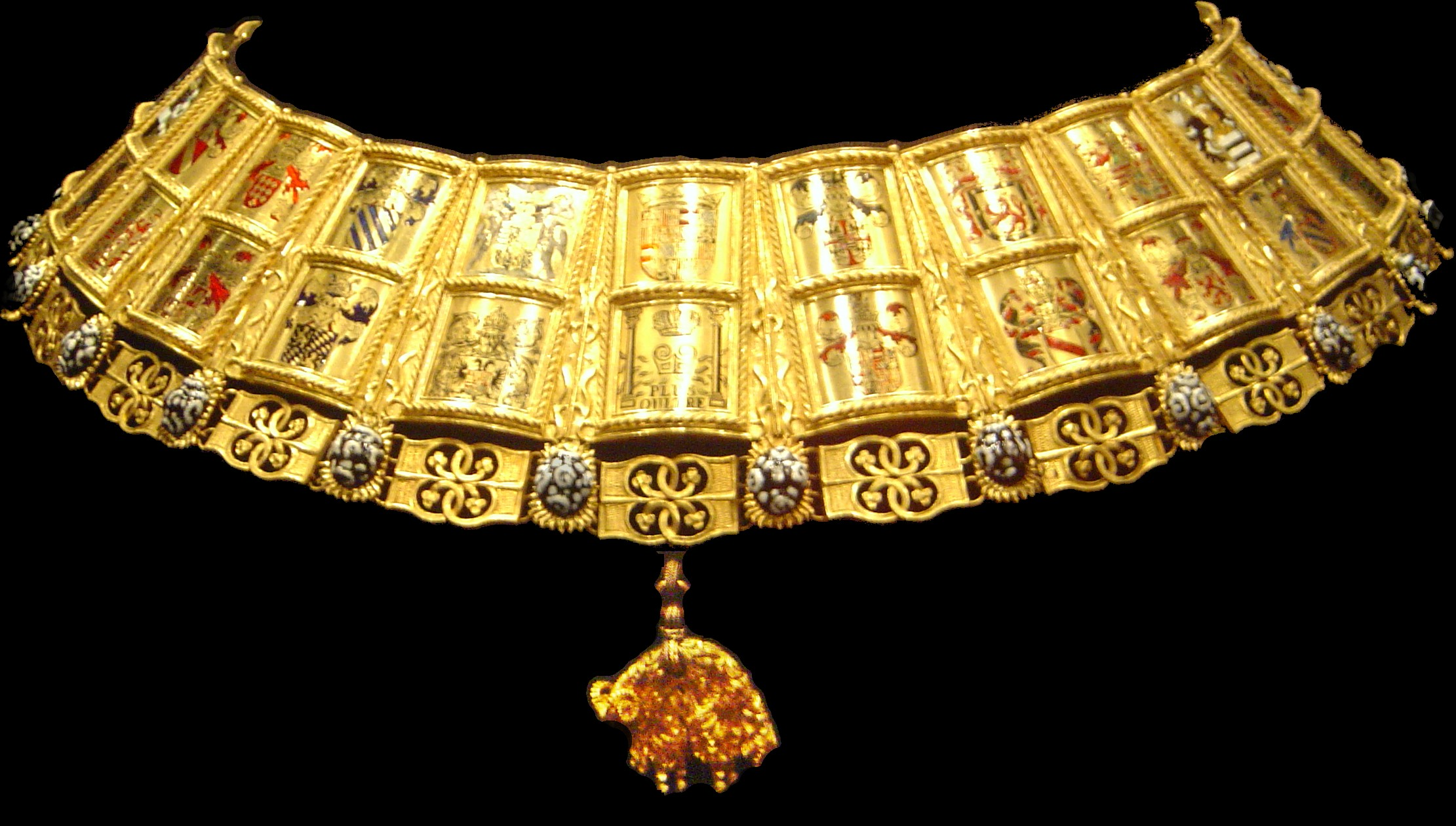
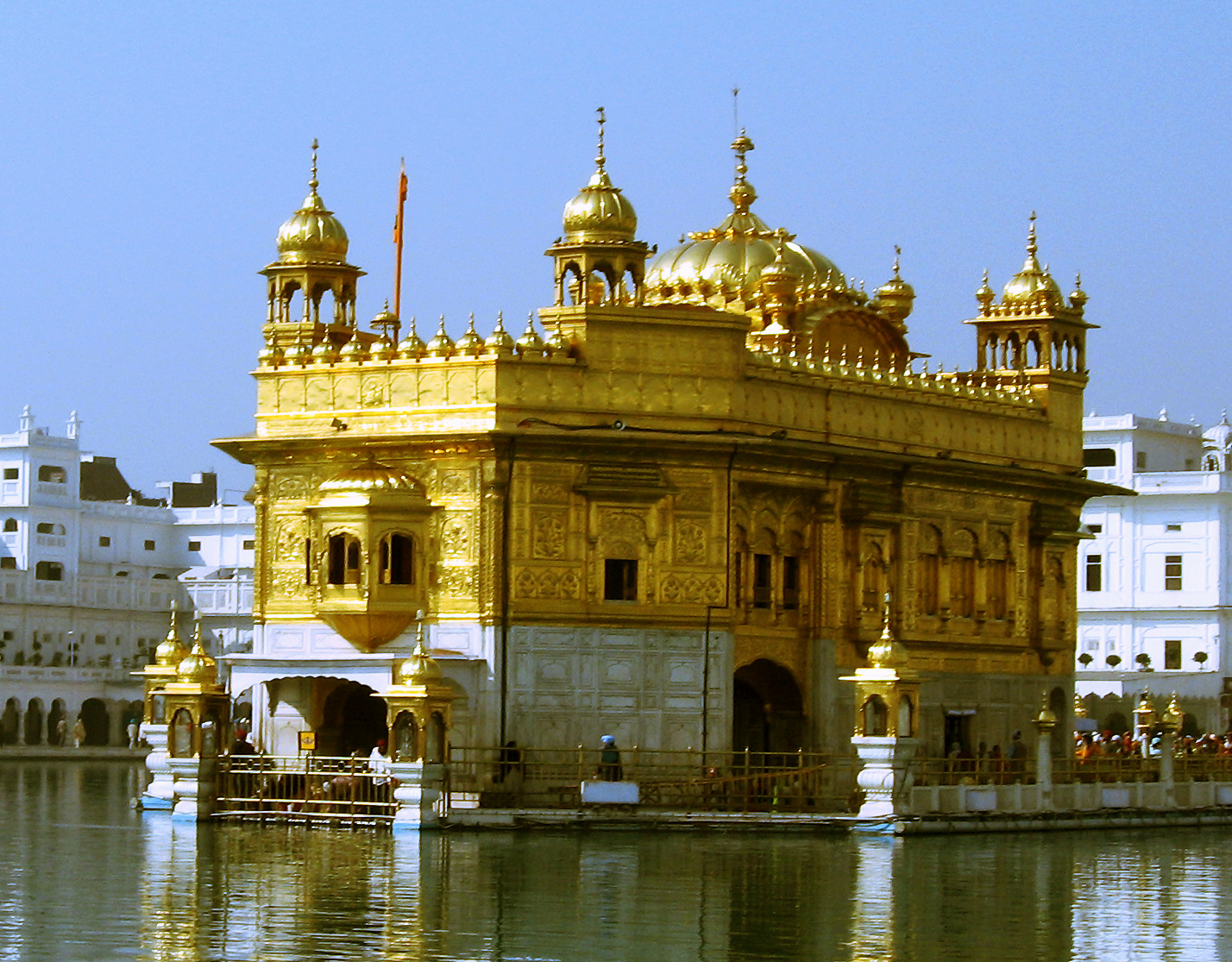
Harimandir Sahib din Amritsar, India
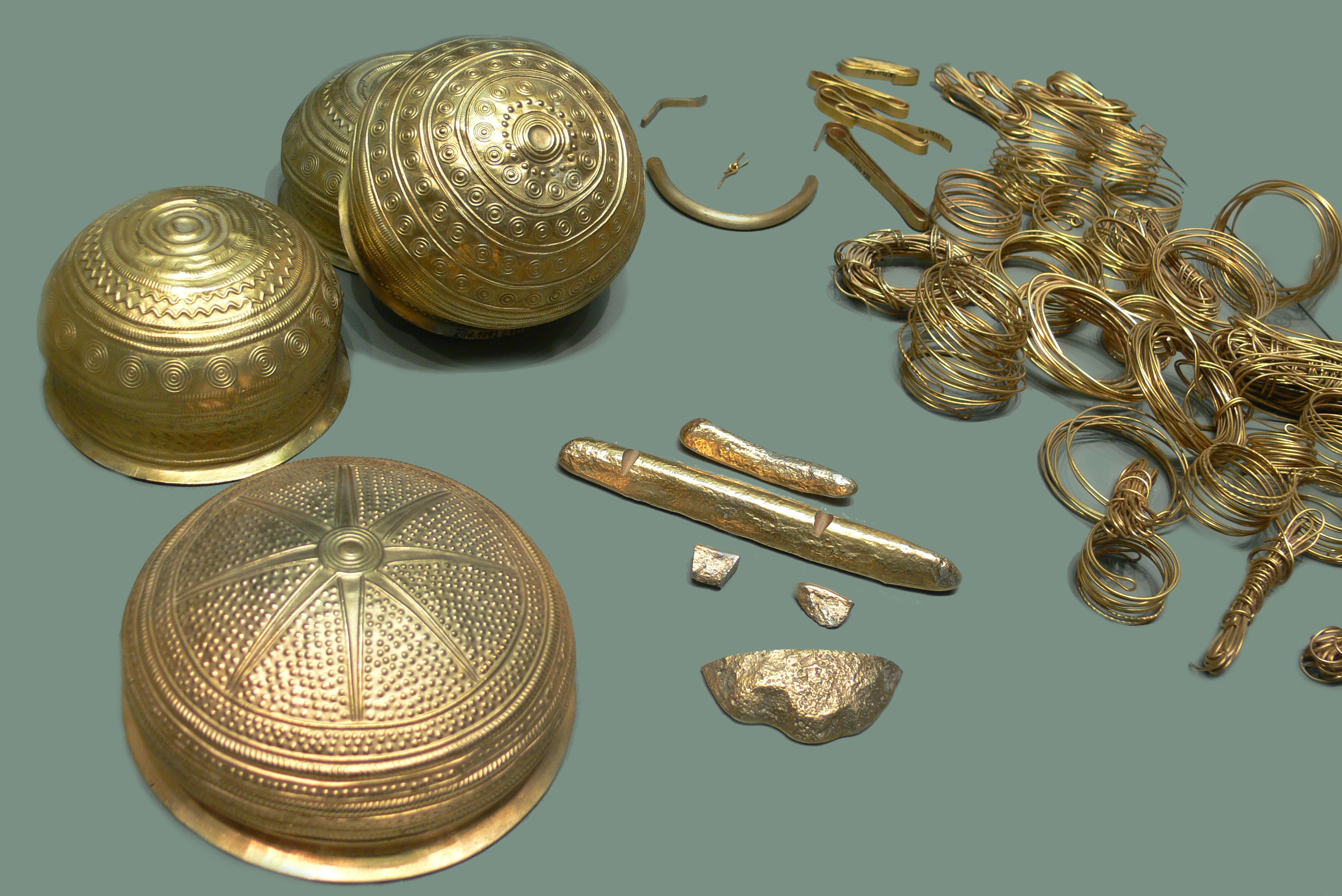
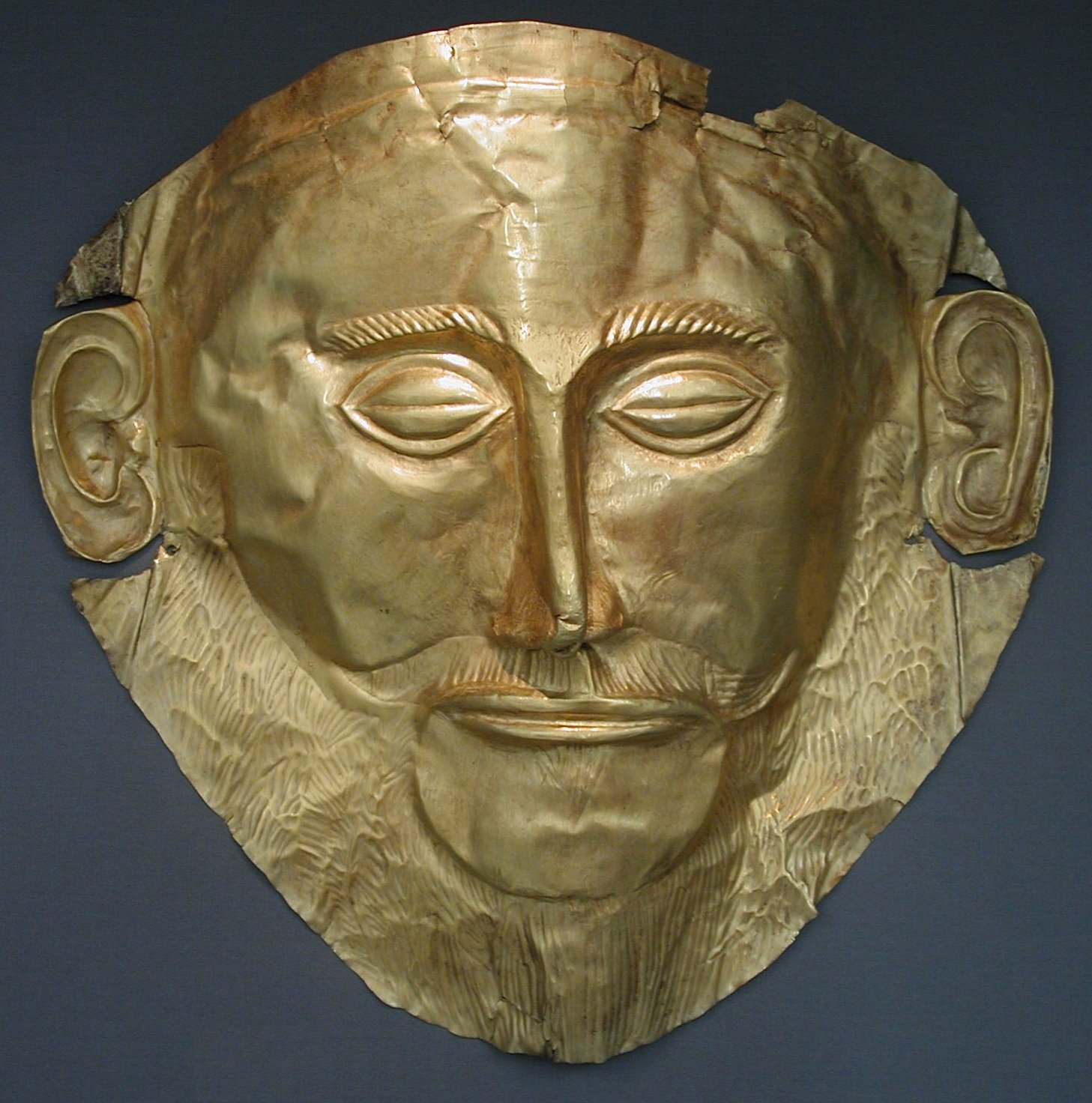
Mască de aur funerară miceniană
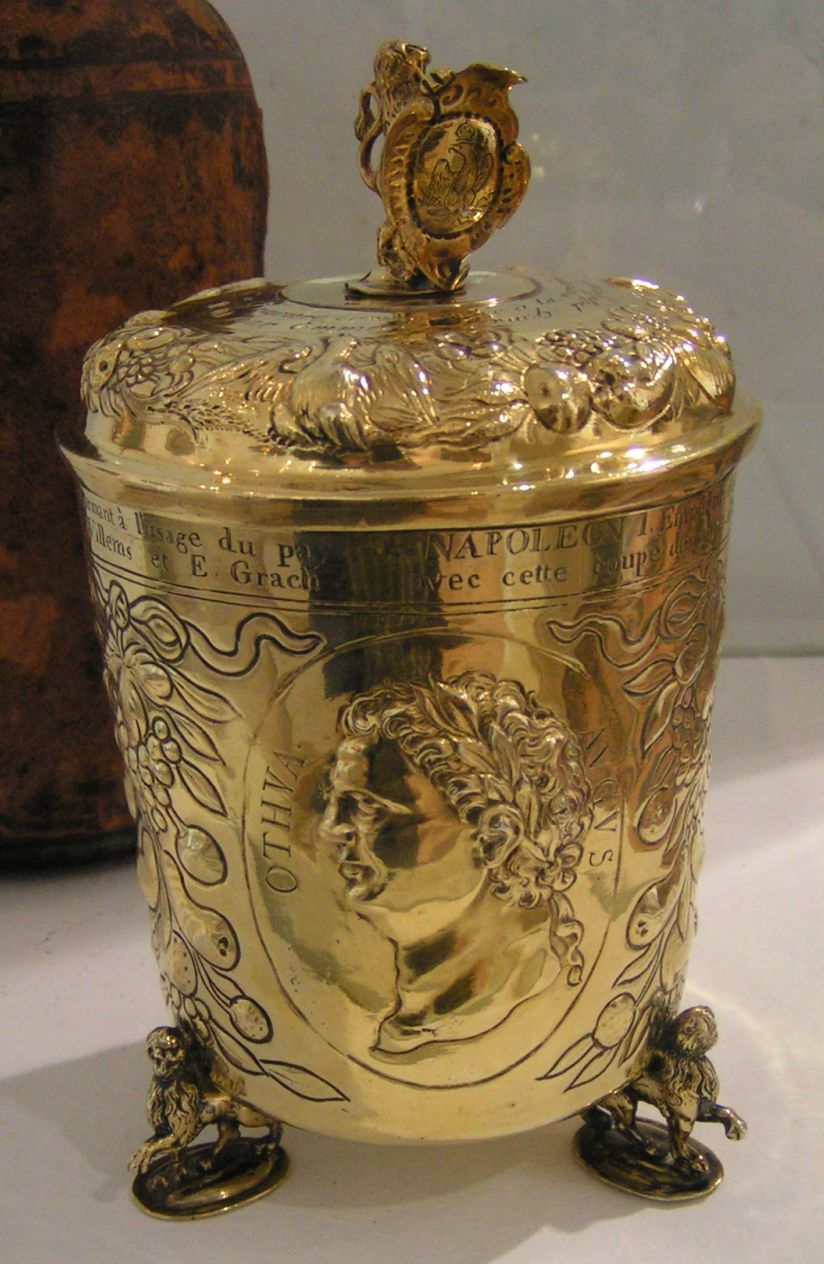
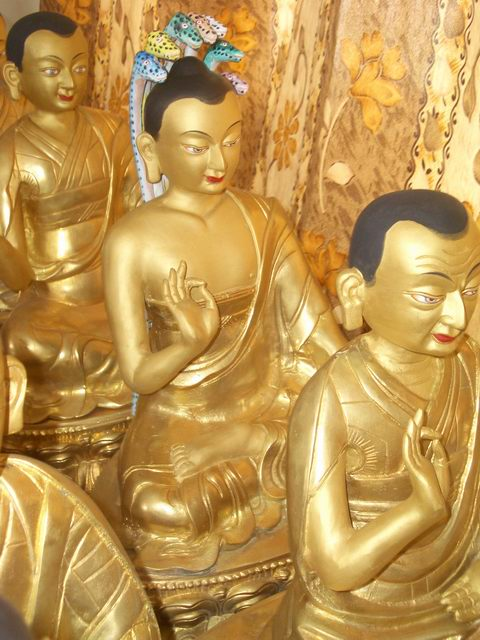
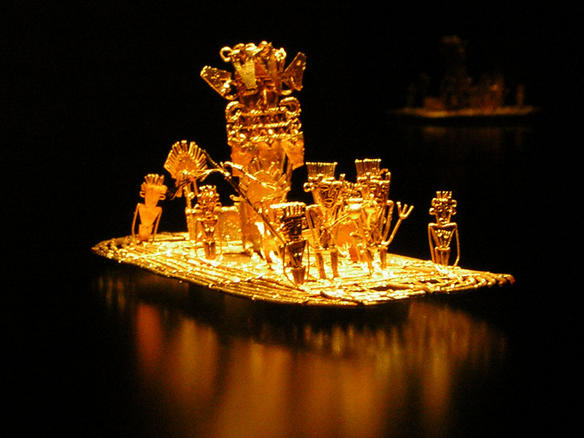
„Pluta Musica”